# Avaaz.org
Avaaz.org es una organización civil global estadounidense fundada en enero de 2007 que promueve el activismo ciudadano en asuntos como el cambio climático, derechos humanos, corrupción, pobreza, derechos de los animales, paz y conflicto.
Su objetivo principal es «movilizar a los ciudadanos del mundo para cerrar la brecha entre el mundo que tenemos y el mundo que la mayoría de la gente quiere». La organización trabaja en todo el mundo, tiene sedes diseminadas en numerosas ciudades incluyendo Río de Janeiro, Ginebra, Nueva York, Londres, Madrid y Washington D. C.; utiliza 16 idiomas y cuenta con más de cuarenta millones de miembros en todo el mundo.
Según el diario The Guardian (Reino Unido), «Avaaz existe hace solo cinco años pero ha explotado hasta convertirse en la red de activismo en línea más grande y más poderosa del mundo».

## Origen y significado de la palabra Avaaz
La palabra avaaz significa ‘voz’ en
bengalí,
bosnio,
hindi (आवाज़ āvāz),
nepalí,
persa (آواز āwāz),
turco y otros idiomas.
En urdu, آواز āwāz significa ‘sonido’.
El término avaz proviene de una antiquísima palabra indoeuropea que produjo también la palabra «vach» (en sánscrito), «vox» en latín, «voz» (en español), y «voice» (en inglés).

## Cofundadores
Liderazgo actual
El presidente fundador de Avaaz y su director ejecutivo es el británico-canadiense Ricken Patel. Patel estudió Política, Filosofía y Economía en el Balliol College de la Universidad de Oxford, y una maestría en políticas públicas de la Universidad de Harvard. Trabajó con el International Crisis Group por todo el mundo, incluyendo en Sierra Leona, Liberia, Sudán y Afganistán, donde dice que «aprendió a entablar negociaciones con grupos rebeldes, monitorear elecciones, y a restaurar la fe pública en sistemas políticos previamente corruptos». Regresó a Estados Unidos y fue voluntario de MoveOn.org donde aprendió cómo utilizar las herramientas de Internet para el activismo.
Hoy trabaja con 50 empleados y un grupo constante de voluntarios en todo el mundo.
Instituciones fundadoras
Avaaz.org fue fundada por las organizaciones sin ánimo de lucro Res Pública ―promotora de campañas civiles― y la estadounidense MoveOn.org, organización de carácter progresista para la promoción de políticas públicas y acciones políticas. Avaaz.org está apoyada también por Service Employees International Union, uno de los socios fundadores, y GetUp.org.au.
Personalidades fundadoras
Los fundadores de Avaaz a título individual fueron Ricken Patel (director ejecutivo), Tom Perriello (congresista del estado de Virginia), David Madden (empresario australiano), Jeremy Heimans, Andrea Woodhouse, Tom Pravda y
Eli Pariser (director ejecutivo de MoveOn).
La junta directiva está integrada por Ricken Patel (director ejecutivo), Tom Pravda (secretario), Eli Pariser (presidente de la junta) y Ben Brandzel (tesorero).

## Financiación, proceso de selección y administración de campañas
«Desde 2009, Avaaz no ha recibido donaciones de fundaciones ni de corporaciones, ni tampoco ha aceptado donaciones individuales de más de cinco mil euros ―informa el periódico The Guardian―. En cambio, depende totalmente de la generosidad de sus miembros que han colaborado con más de veinte millones de euros».
Proceso de selección de las campañas globales
Las campañas globales de Avaaz son coordinadas por un equipo de activistas trabajando desde 30 países. Se comunican con los miembros a través de correo electrónico y emplean tácticas de campaña diversas que incluyen peticiones públicas en línea, videos, y otras estrategias para contactar directamente con los gobernantes. En algunos casos, Avaaz utiliza anuncios publicitarios o contrata asesorías legales para determinar cómo impulsar una campaña, y también realiza acciones directas, marchas, y llamadas telefónicas masivas para hacerse escuchar. Se la suele mencionar como ejemplo de slacktivismo.
Las sugerencias de campañas vienen de los miembros y son complementadas con los consejos y sugerencias de especialistas. Una vez existe un tema potencial para desarrollar una campaña, se envía un correo de prueba a una lista aleatoria de 10 000 miembros de Avaaz. Si el correo recibe suficiente respuesta, la campaña se lanza oficialmente.
En 2010, el diario The Economist sugirió que «la manera en la que Avaaz une causas diversas puede ser un plus en un mundo donde las campañas específicas de raza o clase pueden segregar a las personas en vez de reconciliarlas».
Plataforma para campañas locales
En 2012 el grupo lanzó una plataforma que permite que cualquiera de sus millones de miembros cree y promueva su propia petición en cuestión de minutos.
En pocos meses, el nuevo sitio de peticiones ciudadanas se ha utilizado para una diversidad de causas y más de 8000 personas ya han creado su propia campaña en temas como la defensa de los delfines en Maui o la repatriación de 100 trabajadores migrantes indios que estaban retenidos dentro de una fábrica de construcción en Baréin.

## Campañas y actividades
Desde 2007 Avaaz ha lanzado cientos de campañas a nivel global y nacional. Con el apoyo de su comunidad internacional de miembros que sigue creciendo, Avaaz ha luchado contra la corrupción en India, Italia, Brasil y España, protegido los océanos del planeta, los bosques y los animales en peligro de extinción, ha defendido la libertad de Internet y la libertad de los medios, y ha apoyado el surgimiento y fortalecimiento democrático de la Primavera Árabe. Según la página web de Avaaz.org, algunas de sus campañas pasadas y actuales pueden leerse a continuación.

### 33.ª cumbre del G8
En la 33.ª (trigesimotercera) cumbre del G-8, Avaaz.org protestó contra la administración de Estados Unidos por sus evidentes tácticas para impedir un acuerdo que permitiera la definición de objetivos específicos globales en relación con la reducción de emisiones y el control del calentamiento global. En dicho evento, Avaaz.org presentó una petición firmada por 355.000 personas de 193 países que apoyaron su posición.

### Día de Acción Global para Birmania
Avaaz es también corganizador del Día de Acción Global para Birmania (Global Day of Action for Burma) junto con Burma Campaign UK y Amnistía Internacional. Registró más de 750.000 firmas para una petición al presidente de China, Hu Jintao, y al Consejo de Seguridad de la ONU, instándolos a «oponerse a la violenta represión contra los manifestantes» y «a un apoyo en favor de la reconciliación y la democracia». Avaaz entregó la petición al primer ministro británico Gordon Brown el 15 de octubre de 2007.

### Derechos humanos en el Tíbet
En marzo de 2008, Avaaz lanzó una petición mundial dirigida al presidente chino Hu Jintao en relación con el Tíbet, reclamando «la defensa y el respeto de los derechos humanos» y la apertura de «un diálogo significativo con el Dalái Lama».
Esta petición consiguió 1 millón de firmas en siete días, superando finalmente los 1.4 millones de firmas, por lo que se considera una de las más grandes y rápidas petición en línea. Dicha petición fue entregada en las protestas y actos en las embajadas y consulados chinos en todo el mundo el 31 de marzo de 2008.

### Parar el choque de civilizaciones
Con el objetivo de alertar sobre el choque de civilizaciones se Avaaz realizó el video «Stop the clash of civilizations», creado junto con Agit-Pop, ganó el premio YouTube 2007 en la categoría política. Fue, en una ocasión, el segundo video más discutido de todos los tiempos en la sección «Noticias y política» de YouTube. El vídeo fue también ganador de la «1st Annual DoGooderTV Non-Profit Video Awards», recibió además el premio del público al Mejor Video de Sensibilización Social en «2007 Progressive Source Awards2007 Source Awards».

### Algunas de las campañas de Avaaz
2008
- Ciclón en Birmania: los miembros de Avaaz donaron colectivamente más fondos que la mayoría de los gobiernos del mundo, que con la ayuda de monjes locales lograron evitar el bloqueo de la Junta Militar a la ayuda internacional, distribuyendo directamente medicinas, alimentos y provisiones de emergencia.

2009
Desde enero de 2009, Avaaz.org lleva a cabo las siguientes campañas y peticiones en línea:
- Petición en línea en contra del Conflicto de la Franja de Gaza de 2008-2009
- Petición en línea por los derechos indígenas y la Amazonia a consecuencia del conflicto sobre la Ley de la Selva en el Perú y matanza de Bagua.[21]
- Petición en línea contra la violencia, la enfermedad y el hambre en Zimbabue
- campaña publicitaria que requiera una fuerza europea de paz en la guerra en República Democrática del Congo
- Petición en línea contra de los Atentados de noviembre de 2008 en Bombay (pueden verse las Reacciones al atentado de Bombay de 2008).
- Petición en línea contra del proyecto de ley de la antihomosexualidad en Uganda (Anti-Homosexual Bill).
- El 21 de septiembre de 2009, Avaaz.org llevó a cabo una «llamada de atención mundial» para presionar a los líderes mundiales a tomar medidas efectivas sobre el clima.[22]
- El 12 de diciembre de 2009, Avaaz.org organizó 3.241 vigilias con velas en 139 países para reclamar a los asistentes a la Conferencia sobre el Cambio Climático de la ONU 2009 para alcanzar un acuerdo real.[23]

2010
- Juicio contra los vertidos petrolíferos de Chevron en la Amazonia
- Petición en línea en defensa del juez Baltasar Garzón «¡Un millón de voces por la democracia!». El Tribunal Supremo de España suspendió de sus funciones al juez Baltasar Garzón. Se le acusó de incumplir la Ley de Amnistía de 1977. Sin embargo numerosos juristas sostienen que el derecho internacional establece claramente que dichos crímenes no pueden ser objeto de amnistía.
- Hagamos frente a los magnates mediáticos: Campaña contra el multimillonario Pierre Karl Peladeau (de Canadá) para oponerse contra su intento de obtener favores especiales de parte del gobierno canadiense.[24] Pierre Karl Peladeau es director y propietario de la empresa canadiense de medios de comunicación Quebecor.
- Campaña Wikileaks: ¡Pongan Fin al Asalto! A favor de Wikileaks, tras el procesamiento de Julian Assange y contra la que consideran es una campaña de intimidación extrajudicial, desde el 9 de diciembre de 2010. En las primeras 24 horas hubo un apoyo récord de casi 0.3 millones de personas.
- Brasil «Expediente limpio»: iniciativa contra la corrupción en Brasil. Se recogieron firmas para evitar la presentación de políticos condenados por delitos graves como candidatos a cargos públicos.
- Inundaciones en Pakistán: en apenas 3 días se recaudaron 0.3 millones de dólares, donando 1 millón de dólares a las organizaciones locales para hacer frente a la catástrofe humanitaria.
- Apoyo a la Coalición Africana para el Elefante que consiguió la adopción de medidas para la protección de los elefantes durante la sesión de Naciones Unidas sobre Conservación de Especies en Riesgo de Extinción.

2011
- Petición para congelar la fortuna robada por Mubarak: petición a los miembros del G20 para que el patrimonio de Hosni Mubarak y su entorno sea investigado y restituido al pueblo egipcio.
- Petición para acabar con las «violaciones correctivas» en Sudáfrica: petición al presidente Jacob Zuma y al ministro de Justicia para que condenen e ilegalicen la violencia homófoba.
- Petición al Consejo de Seguridad de Naciones Unidas para el establecimiento de una zona de exclusión aérea en Libia que detenga los bombardeos aéreos del ejército de Gadafi contra la población civil.
- Recogida de donativos para proveer de asistencia y equipos informáticos y electrónicos a los activistas de Oriente Medio (Baréin, Libia, Yemen, etc) para evitar los «apagones».
- ¡Echemos a los políticos corruptos de las listas!: petición a los partidos políticos españoles para la exclusión en las listas electorales de los candidatos imputados o condenados por corrupción.
- Campaña por el reconocimiento del Estado Palestino: «Palestina: la próxima nación del mundo».

2012
En 2012 Avaaz trabajó para defender los ataques a la libertad de Internet, para salvaguardar los derechos a la anticoncepción de las mujeres en Honduras, reunir apoyo para terminar los subsidios a los combustibles fósiles antes de la cumbre de Río+20, y trabajó para romper el bloqueo informativo en Siria.
- Trabajando con otras organizaciones como DemandProgress, Avaaz reunió 3 millones de firmas en una petición oponiéndose a SOPA, una ley que le hubiera dado al gobierno de Estados Unidos la facultad de cerrar cualquier sitio web (como Youtube o WikiLeaks). El trabajo conjunto de varias organizaciones logró hundir esta proposición.
- En febrero casi 3 millones de miembros en todo el mundo firmaron una petición para vencer otra ley que amenazaba la libertad en Internet: ACTA.
- En la víspera de la cumbre mundial de Río+20, Avaaz lanzó una campaña para eliminar los subsidios a los combustibles fósiles que suman un billón de dólares de dinero público que gobiernos le entregan a las petroleras anualmente.
- En mayo, 0.69 millones de personas firmaron una petición contra una ley en Honduras que hubiera encarcelado a mujeres y adolescentes (incluyendo víctimas de violaciones sexuales) por utilizar la píldora anticonceptiva de emergencia.
- Avaaz ha recaudado fondos para apoyar a los ciudadanos de Guatemala que están demandando a una minera canadiense por violaciones de derechos humanos en el país.[25]